# Atlétika az 1906. évi nyári olimpiai játékokon
Az 1906-os pánhellén olimpián az atlétikában huszonegy versenyszámban avattak bajnokot.

## Éremtáblázat
A táblázatban a rendező ország csapata és a magyar csapat eltérő háttérszínnel, az egyes számoszlopok legmagasabb értéke, vagy értékei vastagítással kiemelve.
| Az 1906. évi nyári olimpiai játékok éremtáblázata atlétikában | Az 1906. évi nyári olimpiai játékok éremtáblázata atlétikában | Az 1906. évi nyári olimpiai játékok éremtáblázata atlétikában | Az 1906. évi nyári olimpiai játékok éremtáblázata atlétikában | Az 1906. évi nyári olimpiai játékok éremtáblázata atlétikában | Olimpia  |
| ------------------------------------------------------------- | ------------------------------------------------------------- | ------------------------------------------------------------- | ------------------------------------------------------------- | ------------------------------------------------------------- | -------- |
|                                                               | Ország                                                        | Arany                                                         | Ezüst                                                         | Bronz                                                         | Összesen |
| 1.                                                            | Egyesült Államok (USA)                                        | 11                                                            | 6                                                             | 6                                                             | 23       |
| 2.                                                            | Nagy-Britannia (GBR)                                          | 3                                                             | 5                                                             | 1                                                             | 9        |
| 3.                                                            | Svédország (SWE)                                              | 2                                                             | 4                                                             | 5                                                             | 11       |
| 4.                                                            | Magyarország (HUN)                                            | 1                                                             | 3                                                             | 1                                                             | 5        |
| 5.                                                            | Görögország (GRE)                                             | 1                                                             | 2                                                             | 4                                                             | 7        |
| 6.                                                            | Kanada (CAN)                                                  | 1                                                             | 1                                                             | 0                                                             | 2        |
| 7.                                                            | Finnország (FIN)                                              | 1                                                             | 0                                                             | 1                                                             | 2        |
| 8.                                                            | Franciaország (FRA)                                           | 1                                                             | 0                                                             | 0                                                             | 1        |
|                                                               |                                                               |                                                               |                                                               |                                                               |          |
| 9.                                                            | Németország (GER)                                             | 0                                                             | 1                                                             | 1                                                             | 2        |
| 10.                                                           | Belgium (BEL)                                                 | 0                                                             | 1                                                             | 0                                                             | 1        |
|                                                               |                                                               |                                                               |                                                               |                                                               |          |
| 11.                                                           | Ausztrália (AUS)                                              | 0                                                             | 0                                                             | 2                                                             | 2        |
|                                                               |                                                               |                                                               |                                                               |                                                               |          |
| Összesen                                                      | Összesen                                                      | 21                                                            | 23                                                            | 21                                                            | 65       |

## Érmesek
| Az 1906. évi nyári olimpiai játékok érmesei férfi atlétikában |                                           |           | |           |                                                |              |
| Versenyszám                                                   | Arany                                     | Arany     | Ezüst | Ezüst     | Bronz                                          | Bronz        |
| 100 m                                                         | Archie Hahn · Egyesült Államok (USA)      | 11,2      | Fay Moulton · Egyesült Államok (USA)                                                                         | 11,3      | Nigel Barker · Ausztrália (AUS)                | 11,3         |
| 400 m                                                         | Paul Pilgrim · Egyesült Államok (USA)     | 53,2      | Wyndham Halswelle · Nagy-Britannia (GBR)                                                                     | 53,8      | Nigel Barker · Ausztrália (AUS)                | 54,1         |
| 800 m                                                         | Paul Pilgrim · Egyesült Államok (USA)     | 2:01,5    | James Lightbody · Egyesült Államok (USA)                                                                     | 2:01,6    | Wyndham Halswelle · Nagy-Britannia (GBR)       | 2:03,0       |
| 1500 m                                                        | James Lightbody · Egyesült Államok (USA)  | 4:12,0    | John McGough · Nagy-Britannia (GBR)                                                                          | 4:12,6    | Kristian Hellström · Svédország (SWE)          | 4:13,4       |
| 5 mérföld (8047 m)                                            | Henry Hawtrey · Nagy-Britannia (GBR)      | 26:11,8   | Johan Svanberg · Svédország (SWE)                                                                            | 26:19,4   | Edward Dahl · Svédország (SWE)                 | 26:26,2      |
| 110 m gát                                                     | Robert Leavitt · Egyesült Államok (USA)   | 16,2      | Alfred Healey · Nagy-Britannia (GBR)                                                                         | 16,2      | Vincent Duncker · Németország (GER)            | 16,3         |
| 1500 m gyaloglás                                              | George Bonhag · Egyesült Államok (USA)    | 7:12,6    | Donald Linden · Kanada (CAN)                                                                                 | 7:19,8    | Konsztandínosz Szpeciótisz · Görögország (GRE) | 7:22,0       |
| 3000 m gyaloglás                                              | Sztantics György · Magyarország (HUN)     | 15:13,2   | Hermann Müller · Németország (GER)                                                                           | 15:20,0   | Jeórjiosz Szaridákisz · Görögország (GRE)      | 15:33,0      |
| Maraton                                                       | Billy Sherring · Kanada (CAN)             | 2:51:23,6 | Johan Svanberg · Svédország (SWE)                                                                            | 2:56:20,8 | William Frank · Egyesült Államok (USA)         | 2:57:10,4    |
| Magasugrás                                                    | Cornelius Leahy · Nagy-Britannia (GBR)    | 1,775 m   | Gönczy Lajos · Magyarország (HUN)                                                                            | 1,75 m    | Herbert Kerrigan · Egyesült Államok (USA)      | 1,725 m      |
| Magasugrás                                                    | Cornelius Leahy · Nagy-Britannia (GBR)    | 1,775 m   | Gönczy Lajos · Magyarország (HUN)                                                                            | 1,75 m    | Themisztoklísz Diakídisz · Görögország (GRE)   | 1,725 m      |
| Magasugrás helyből                                            | Ray Ewry · Egyesült Államok (USA)         | 1,565 m   | Léon Dupont · Belgium (BEL)Lawson Robertson · Egyesült Államok (USA)Martin Sheridan · Egyesült Államok (USA) | 1,40 m    | Nem adták ki                                   | Nem adták ki |
| Rúdugrás                                                      | Fernand Gonder · Franciaország (FRA)      | 3,50 m    | Bruno Söderström · Svédország (SWE)                                                                          | 3,40 m    | Edward Glover · Egyesült Államok (USA)         | 3,35 m       |
| Távolugrás                                                    | Myer Prinstein · Egyesült Államok (USA)   | 7,20 m    | Peter O’Connor · Nagy-Britannia (GBR)                                                                        | 7,025 m   | Hugo Friend · Egyesült Államok (USA)           | 6,965 m      |
| Távolugrás helyből                                            | Ray Ewry · Egyesült Államok (USA)         | 3,30 m    | Martin Sheridan · Egyesült Államok (USA)                                                                     | 3,095 m   | Lawson Robertson · Egyesült Államok (USA)      | 3,05 m       |
| Hármasugrás                                                   | Peter O’Connor · Nagy-Britannia (GBR)     | 14,075 m  | Cornelius Leahy · Nagy-Britannia (GBR)                                                                       | 13,980 m  | Thomas Cronan · Egyesült Államok (USA)         | 13,700 m     |
| Súlylökés                                                     | Martin Sheridan · Egyesült Államok (USA)  | 12,325 m  | Dávid Mihály · Magyarország (HUN)                                                                            | 11,830 m  | Eric Lemming · Svédország (SWE)                | 11,260 m     |
| Diszkoszvetés                                                 | Martin Sheridan · Egyesült Államok (USA)  | 41,46 m   | Nikólaosz Jeorgandász · Görögország (GRE)                                                                    | 38,06 m   | Verner Järvinen · Finnország (FIN)             | 36,82 m      |
| Antik stílusú diszkoszvetés                                   | Verner Järvinen · Egyesült Államok (USA)  | 35,17 m   | Nikólaosz Jeorgandász · Görögország (GRE)                                                                    | 32,80 m   | Mudin István · Magyarország (HUN)              | 31,91 m      |
| Gerelyhajítás                                                 | Eric Lemming · Svédország (SWE)           | 53,90 m   | Knut Lindberg · Svédország (SWE)                                                                             | 45,17 m   | Bruno Söderström · Svédország (SWE)            | 44,92 m      |
| Kődobás (6,4 kg)                                              | Nikólaosz Jeorgandász · Görögország (GRE) | 10,465 m  | Martin Sheridan · Egyesült Államok (USA)                                                                     | 10,16 m   | Mihaíl Dórizasz · Görögország (GRE)            | 10,13 m      |
| Ötpróba                                                       | Hjalmar Mellander · Svédország (SWE)      | 24        | Mudin István · Magyarország (HUN)                                                                            | 25        | Eric Lemming · Svédország (SWE)                | 29           |

## Magyar részvétel
| Magyar atléták az 1906. évi nyári olimpiai játékokon |                                                                                             |
| Sportág                                              | Magyar versenyző                                                                            |
| 100 m síkfutás                                       | Hellmich Miksa (hn.)                                                                        |
| 110 gát futás                                        | Kovács Nándor (hn.)Vargha Pál (hn.)                                                         |
| 1500 m gyaloglás                                     | Sztantics György (7.)                                                                       |
| 3000 m gyaloglás                                     | Sztantics György Arany                                                                      |
| magasugrás                                           | Gönczy Lajos EzüstSomodi István (hn.)Szegedy Géza (hn.)Vargha Pál (hn.)                     |
| magasugrás helyből                                   | Gönczy Lajos (5.)Szegedy Géza (hn.)                                                         |
| rúdugrás                                             | Kiss Imre (5.)                                                                              |
| távolugrás                                           | Somodi István (8.)Vargha Pál (10.)                                                          |
| távolugrás helyből                                   | Somodi István (6.)Mudin István (15.)                                                        |
| súlylökés                                            | Dávid Mihály EzüstMudin István (hn.)                                                        |
| diszkoszvetés                                        | Dávid Mihály (hn.)Luntzer György (hn.)Mudin István (hn.)Strausz Gyula (hn.)                 |
| diszkoszvetés antik stílusú                          | Dávid Mihály (hn.)Luntzer György (5.)Mudin István BronzStrausz Gyula (hn.)                  |
| gerelyvetés                                          | Dávid Mihály (hn.)Luntzer György (hn.)Mudin István (hn.)Strausz Gyula (hn.)Vargha Pál (11.) |
| pentatlon                                            | Luntzer György (10.)Mudin István EzüstVargha Pál (22.)                                      |